# Рабунь
Рабунь (бел. Рабунь) — деревня в Вилейском районе Минской области Белоруссии, в составе Кривосельского сельсовета. Население 307 человек (2009). До 2013 года была центром Рабунского сельсовета, в 2013 году центр сельсовета был перенесён в агрогородок Кривое Село.

## География
Деревня находится в 7 км к юго-востоку от центра сельсовета Кривое Село и в 15 км к востоку от райцентра, города Вилейка. Рабунь стоит на северном берегу Вилейского водохранилища, в деревне в водохранилище впадает небольшая река Орпа. Через деревню проходит автодорога Р63 на участке Плещеницы — Вилейка.

## История
С 1793 года после второго раздела Речи Посполитой Рабунь, как и вся Вилейщина, входила в состав Российской империи, был образован Вилейский уезд в составе сначала Минской губернии, а с 1843 года — Виленской губернии, в 1866 году деревня насчитывала 482 жителя.
После подписания Рижского мирного договора (1921) Людвиново оказалась в составе межвоенной Польши, гмины Костеневичи Вилейского повета Новогрудского воеводства, а с 1926 года — Виленского воеводства. В 1931 году здесь было 759 жителей

## Культура
- Музей ГУО "Рабунская базовая школа"

## Достопримечательности
- Православная Успенская церковь. 1862 год, включена в Государственный список историко-культурных ценностей Республики Беларусь[3]
- Часовня (начало XX века)
- Памятник землякам, погибшим в Великой Отечественной войне

## Галерея

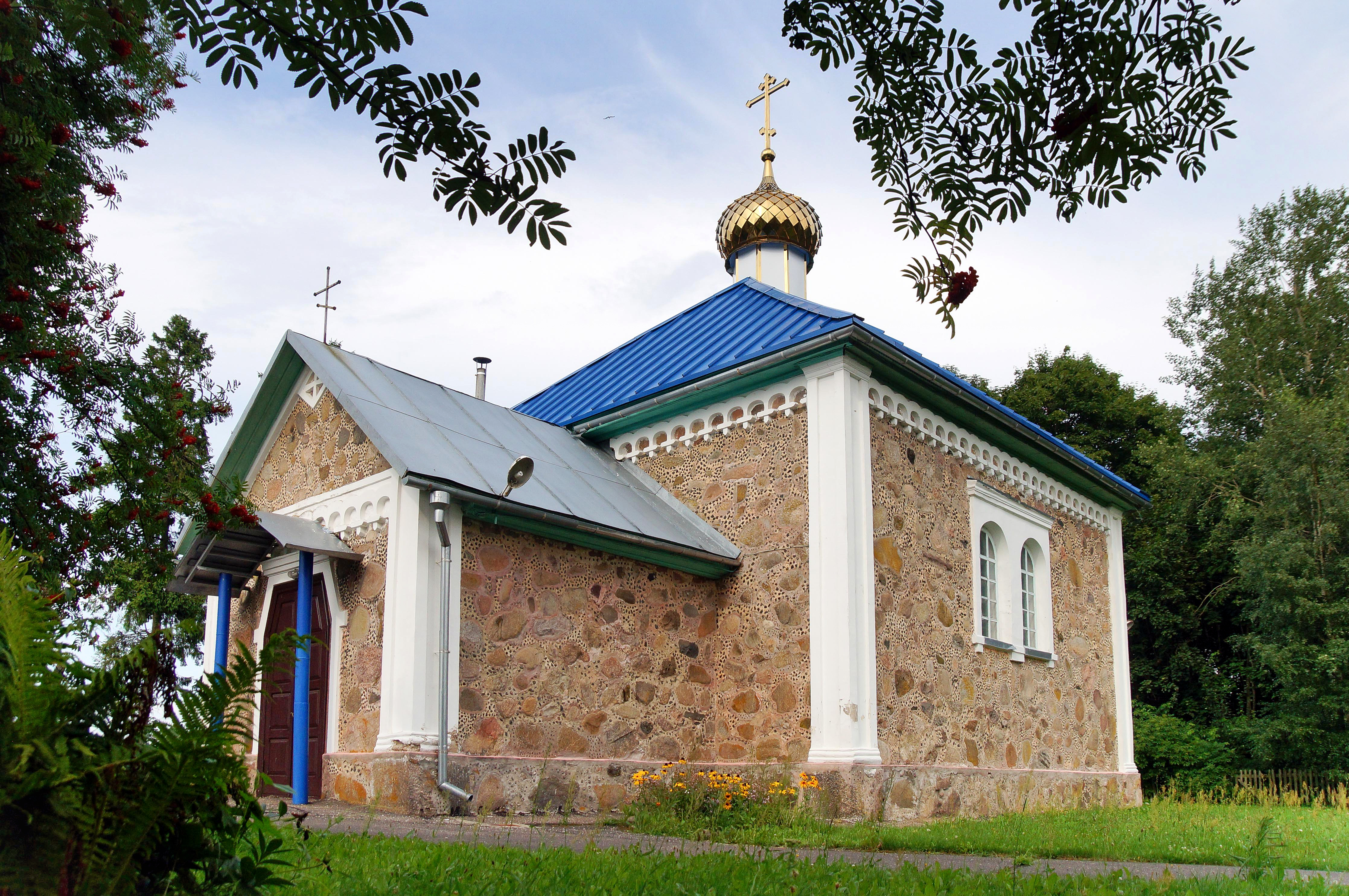
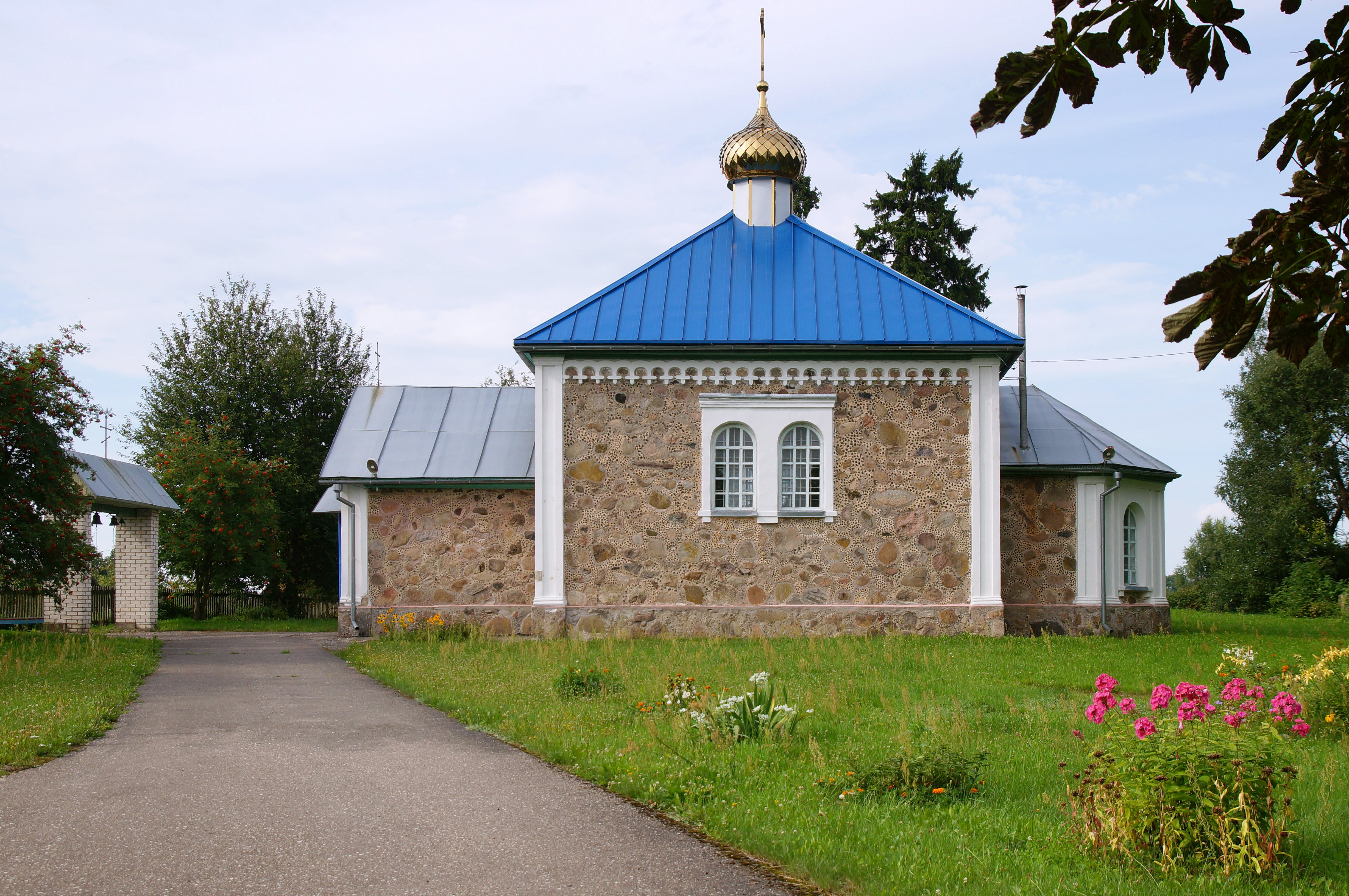
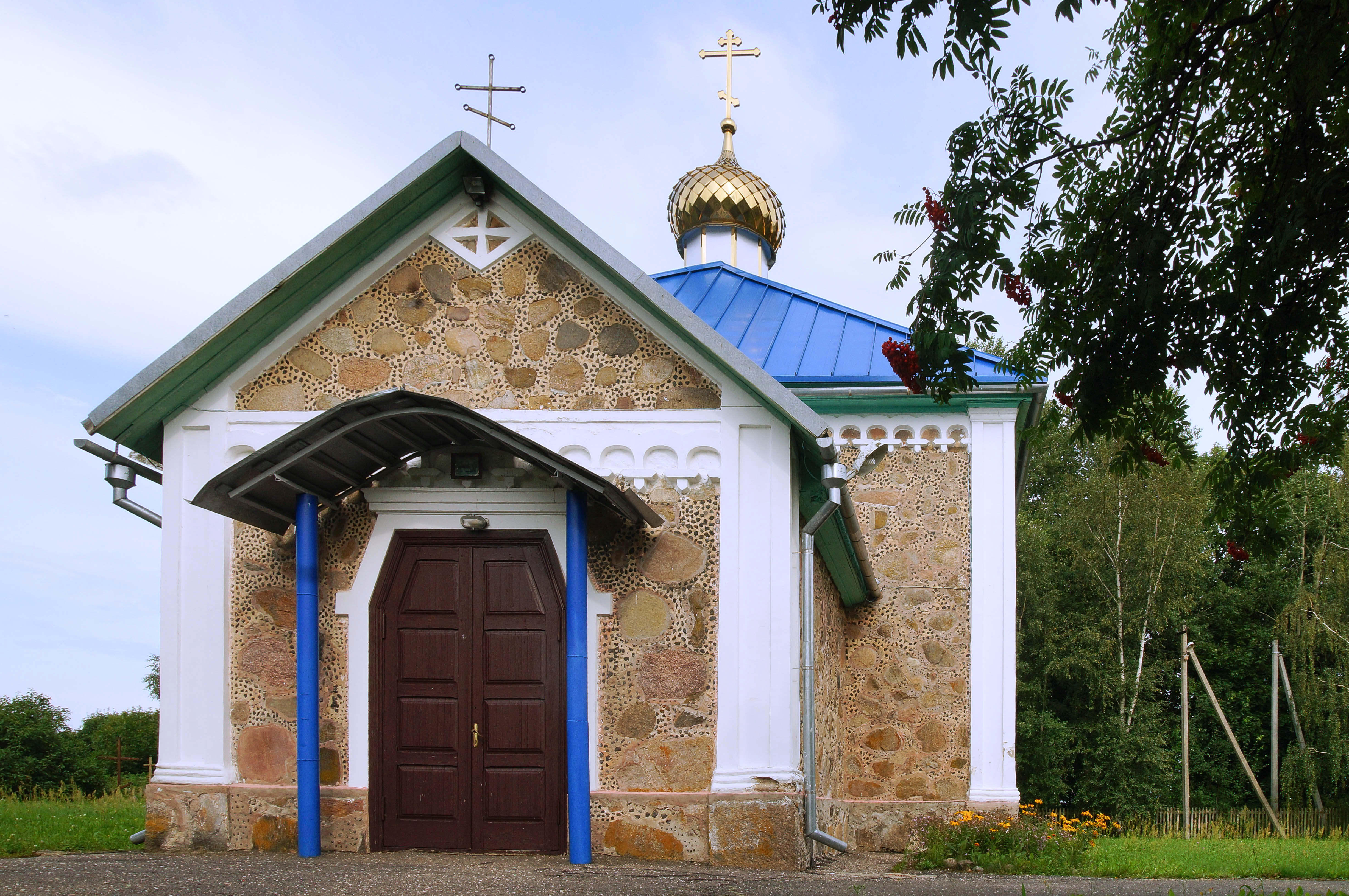
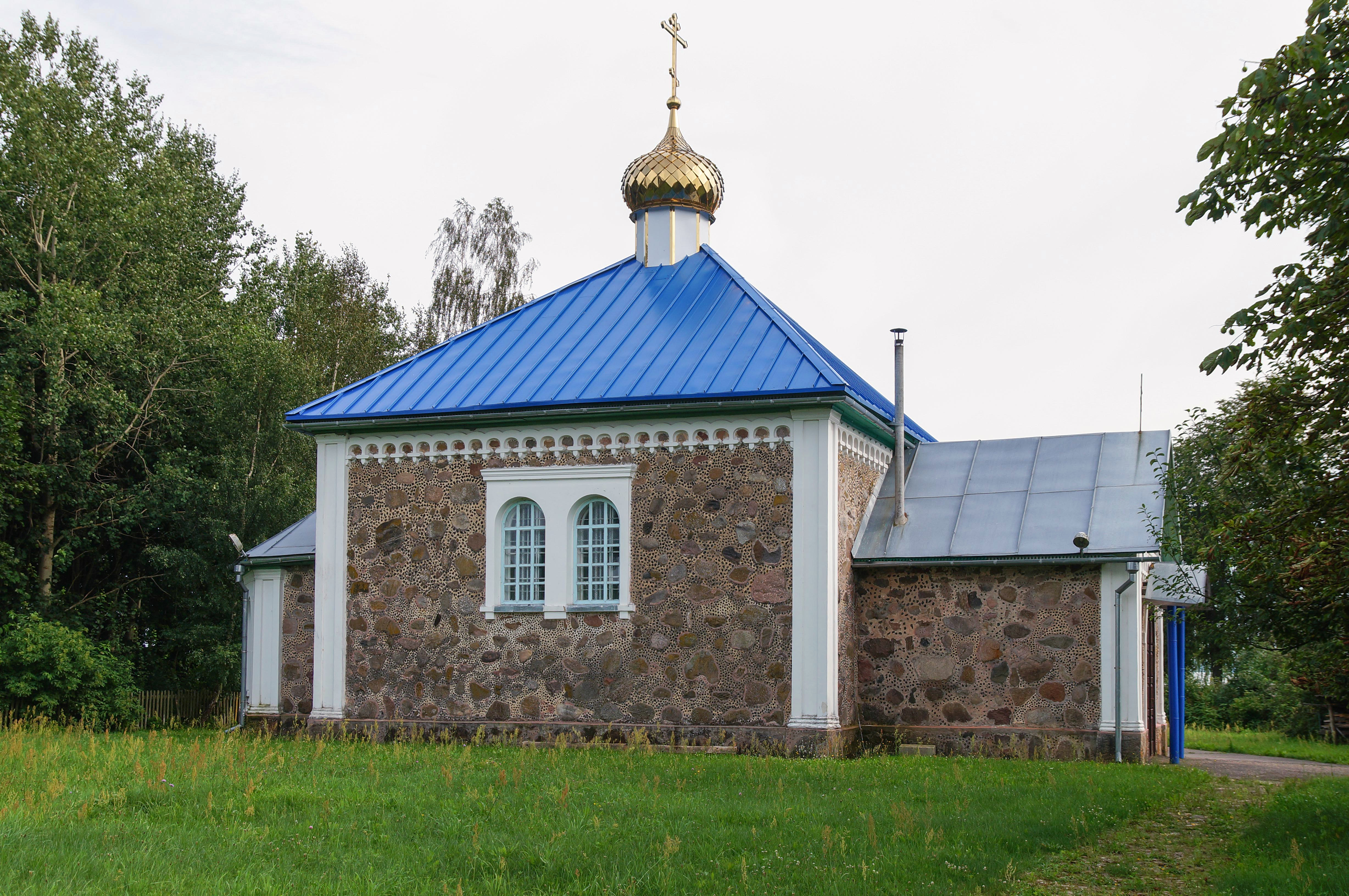